# 요금소

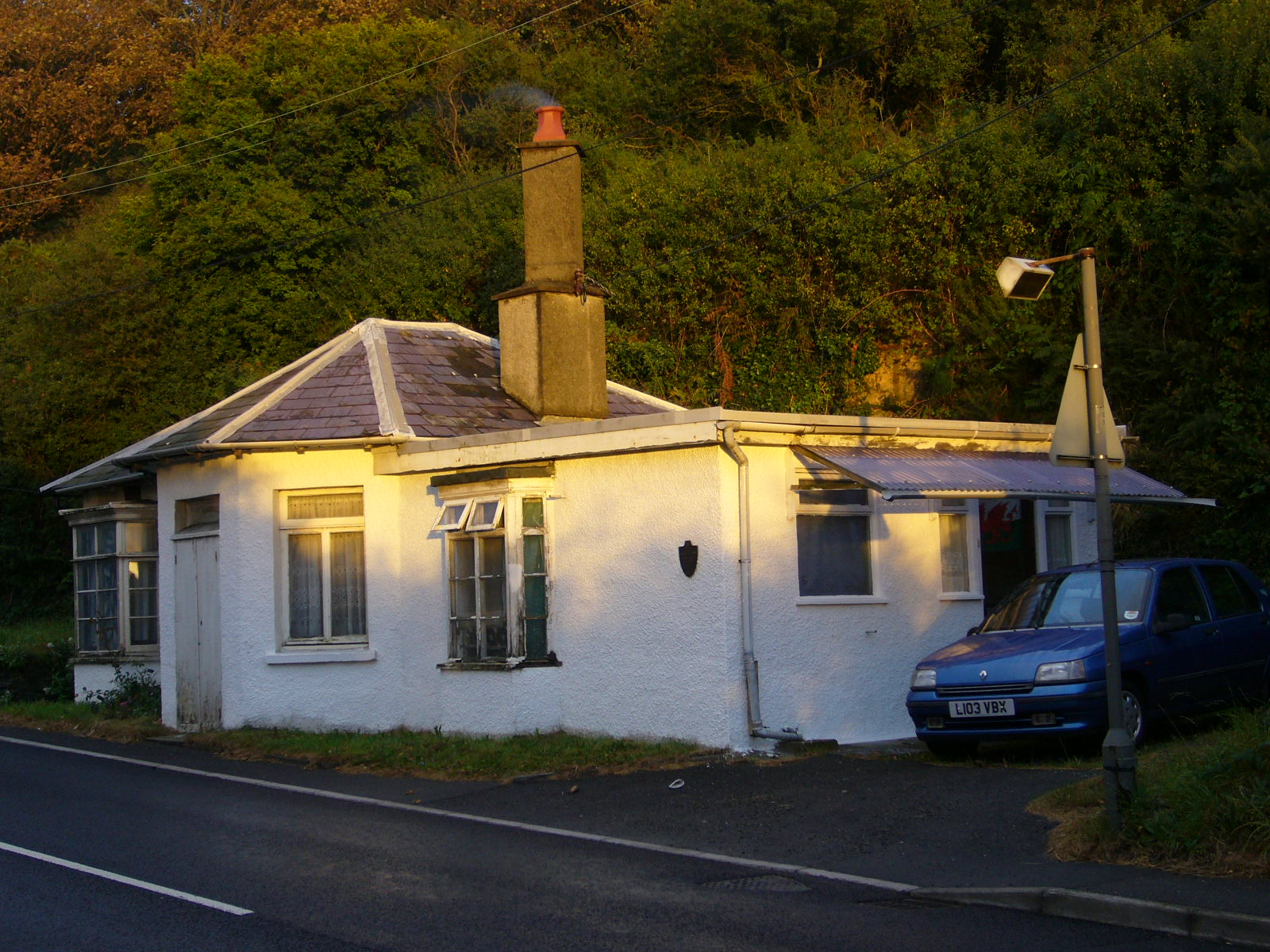
아베레론 노스게이트 톨하우스

요금소(料金所, 문화어: 료금소) 또는 톨게이트(Tollgate, TG)는 고속도로를 비롯한 유료 도로의 특정 지역에서 통행료를 징수하기 위해 설치한 도로의 시설물이다.
일반적으로 특정 구간의 요금을 먼저 지불하는 개방식 요금소와, 통행권을 먼저 받고 이용한 구간만 요금을 지불하는 폐쇄식 요금소, 이렇게 지불 방식이 크게 두 가지로 나뉜다. 요금 지불 방식에는 동전이나 지폐 등의 단순 지불 방식을 비롯하여 교통카드의 단말기 태그 방식, 무선 통신을 이용한 요금 자동 지불방식 등 다양한 방법이 이용되고 있다.

## 역사
수많은 요금소들은 18세기, 19세기 초에 잉글랜드, 웨일스, 스코틀랜드에서 유료도로 기금(Turnpike trust)에 의해 설립되었다. 19세기 초에 지어진 것들은 통행세 징수인에게 도로의 시야를 확보할 수 있도록 눈에 잘 띄는 표시 구역이 있었다.

## 개방식 요금소
개방식 요금소는 유료 도로 본선 상의 일정 지점부터 그 요금소를 통과하는 차량의 평균주행거리를 기준으로 통행료를 산출하는 방식으로 운영된다. 진·출입로에 요금소가 설치되지 않기 때문에 자유롭게 이용이 가능한 것이 특징이다.
본래 대한민국의 고속도로 중 1970~1990년대에 개설된 호남고속도로 (동광주 옥과 서순천), 남해고속도로 (광양 섬진강 진주 서창원 서부산), 동해고속도로 (옥계), 중부내륙고속도로지선 (남대구 옥포 현풍), 영동고속도로 (월곶 부곡 둔내령), 중앙고속도로 (신림), 88올림픽고속도로 (남원 지리산 거창) 서해안고속도로 안산서울구간 (서서울)
등 개설 당시 왕복 2차로로 개설된 고속도로는 이와 같은 개방식 요금소 방식을 채택했으나 1996년부터 고속도로 선형 개량 및 왕복 4차로로 확장하면서 거의 대부분 구간이 폐쇄식으로 전환되었다. 지금은 대도시 주변과 같이 교통수요가 많고 진·출입로의 간격이 폐쇄식 노선에 비해 짧고 단거리 통행차량이 많은 구간에 주로 적용한다. 대표적인 곳으로 수도권제1순환고속도로, 경인고속도로, 제2경인고속도로 등이 있으며, 호남고속도로 동광주 요금소 ~ 광주 요금소 구간도 개방식으로 운영 중이며, 수도권제2순환고속도로 남항 교차로 ~ 서김포통진 나들목 구간도 개방식과 폐쇄식으로 운영 중이다. 또는 대왕판교 나들목, 판교 나들목, 순천만 나들목, 가락 나들목과 같이 고속도로 관리비 등을 징수하기 위한 목적으로 설치된 개방형 요금소도 있다.
몇몇의 지역에만 설치하는데다가 별도의 통행권을 발행하지 않기 때문에 요금소의 설치, 관리 비용 또한 적게 소요되나, 개방식 요금소는 특정 지역에만 설치되어 있기 때문에 보다 정확한 교통량의 측정은 불가능하다는 단점이 있다.

## 폐쇄식 요금소
폐쇄식 요금소는 진·출입 시설 간격이 길고 입체화된 노선에 적용하는데 장거리 통행차량이 많은 노선에서 주로 채택하고 있다. 이러한 요금소는 보통 1970년대에서 1990년대 사이에 개설되어 개방식으로 운영되다가 폐쇄식으로 전환된 경우를 제외하고 대부분 입체 교차로와 접속되는 도로 사이 간격이 길고 각 진·출입로에 요금소가 건설되어 있다. 유료 도로를 이용하기 위해 진입하면 나오는 요금소에서 통행권을 발부받고 원하는 목적지에 있는 요금소에 해당 통행권을 제출하면 주행거리에 차종별 해당 요율을 곱하여 요금을 산출해 징수한다.
폐쇄식 구간의 본선 요금소는 개방식으로 변경되거나 유료 도로 시점이나 종점, 또는 유료 도로 운영 기관이 바뀌는 곳에 설치된다.

## 무정차 통행료 시스템
무정차 통행료 시스템(원톨링 시스템, One Tolling System)은 하이패스와 같은 무선 통신을 이용한 자동 지불 방식을 이용하지 않는 차량이 요금소에 중간 정차하여 통행료를 뽑거나 요금을 정산할 필요 없이 최종 출구 요금소에서 한번만 통행료를 정산하는 방식이다.
이 시스템이 적용되는 요금소 자리에 설치된 자동영상촬영 장비로 차량번호를 확인하며, 기존 요금소 건물이 설치된 곳은 더 이상 통행권 발행 및 요금 정산 업무를 수행하지 않고 철거된다. 이 시스템을 통해 고속도로를 이용하게 될 경우 중간 요금소에서 통행료를 정산해야 하는 번거로움이 해소되며, 통행 시간 감소 및 요금소 건설의 위한 부지 확보 문제 해소, 교통 정체 해소 등으로 인한 사회적 편익이 약 9,300여 억원에 달할 것으로 추산한다. 2016년 11월 11일부터 적용하기 시작했으며, 우선 적용되는 구간은 민자고속도로 11개 노선(평택파주고속도로 봉담 나들목 ~ 남광명 분기점 / 남광명 분기점 ~ 성채 나들목/소하 나들목/소하 분기점 구간, 논산천안고속도로, 당진청주고속도로 옥산 분기점 ~ 오창 분기점 구간, 광주원주고속도로, 중앙고속도로 대동 분기점 ~ 동대구 분기점 구간, 서울양양고속도로 강일 나들목 ~ 춘천 분기점 구간, 동해고속도로 부산기점 ~ 울산 분기점 구간, 남해고속도로제3지선, 평택시흥고속도로, 영천상주고속도로, 수도권제2순환고속도로 화성 분기점 ~ 동탄 분기점 구간)이다.
이 수납 시스템 적용으로 기존 일부 본선 요금소에서 요금을 납부할 필요가 없어지게 되면서 7개 요금소(논산천안고속도로의 남논산 요금소와 풍세 요금소, 중앙고속도로의 김해부산 요금소와 대구 요금소, 서울양양고속도로의 동산 요금소, 평택시흥고속도로의 장안 요금소, 수도권제2순환고속도로의 동탄 요금소)는 무정차 통과하면 된다. 또한 불필요해진 위 7개 기존 요금소는 철거되며, 기존 요금소가 완전히 철거될 때까지는 통과할 때 안전을 위해 시속 30km로 통과해야 했다.

## 같이 보기
- 고속도로
- 하이패스
- 고속도로 나들목(IC, Interchange)
- 고속도로 분기점(JC, JCT, Junction)
- 휴게소(SA, Service Area)

## 참고 문헌
- -고속도로 상식 -폐쇄식·개방식 영업체제와 그 결정기준은?, 남도일보, 2003년 6월 7일 작성.